# Campionato asiatico femminile di pallacanestro 2025
Il 31º Campionato Asiatico Femminile di Pallacanestro FIBA (noto anche come FIBA Women's Asia Cup 2025) si è tenuto a Shenzhen, in Cina, dal 13 al 20 luglio 2025.
I Campionati asiatici femminili di pallacanestro sono una manifestazione biennale tra le squadre nazionali organizzato dalla FIBA Asia e dell'Oceania.

## Squadre partecipanti
Divisione A
| - Cina - Corea del Sud - Giappone - Libano - Indonesia - Australia - Nuova Zelanda - Filippine |

Divisione B
| - Tahiti - Iran - Taipei cinese - Kazakistan - India - Mongolia - Isole Cook - Thailandia |

## Divisione A

### Turno preliminare

#### Girone A
| Pos | Squadra       | G | V | P | PF  | PS  | DP   | Pt | Qualificazione     |
| --- | ------------- | - | - | - | --- | --- | ---- | -- | ------------------ |
| 1   | Cina (H)      | 3 | 3 | 0 | 286 | 179 | +107 | 6  | Semifinals         |
| 2   | Corea del Sud | 3 | 2 | 1 | 242 | 229 | +13  | 5  | Playoffs           |
| 3   | Nuova Zelanda | 3 | 1 | 2 | 202 | 208 | −6   | 4  | Playoffs           |
| 4   | Indonesia     | 3 | 0 | 3 | 166 | 280 | −114 | 3  | Seventh place game |

| Shenzhen 13 luglio 2025, ore 19:30 UTC+8 | Cina     | 110 – 59 (28-8, 49-20, 86-39) | Indonesia |  |
| \| \| \| \| \| Yang, Luo, Z. Zhang 13 \| Punti \| Pierre-Louis 16 \| \| Li, Yang, R.Zhang, Luo 4 \| Assist \| Retong 5 \| \| Luo 6 \| Rimbalzi \| Pierre-Louis 6 \| |          |                               |           |  |
| |          |                               |           |  |
| Yang, Luo, Z. Zhang 13 | Punti    | Pierre-Louis 16               |           |  |
| Li, Yang, R.Zhang, Luo 4 | Assist   | Retong 5                      |           |  |
| Luo 6 | Rimbalzi | Pierre-Louis 6                |           |  |

| Shenzhen 14 luglio 2025, ore 13:30 UTC+8                                                                                  | Nuova Zelanda | 74 – 76 (19-24, 38-46, 51-62) | Corea del Sud |  |
| \| \| \| \| \| Shearer 22 \| Punti \| Choi 23 \| \| Hokianga 5 \| Assist \| Heo 7 \| \| Tamilo 8 \| Rimbalzi \| Park 7 \| |               |                               |               |  |
| |               |                               |               |  |
| Shearer 22 | Punti         | Choi 23                       |               |  |
| Hokianga 5 | Assist        | Heo 7                         |               |  |
| Tamilo 8 | Rimbalzi      | Park 7                        |               |  |

| Shenzhen 15 luglio 2025, ore 13:30 UTC+8                                                                                               | Indonesia | 45 – 75 (14-21, 26-38, 35-58) | Nuova Zelanda |  |
| \| \| \| \| \| Pierre-Louis 11 \| Punti \| McGoldrick 18 \| \| Retong 4 \| Assist \| Dale 4 \| \| Kusuma 7 \| Rimbalzi \| Pizzey 13 \| |           |                               |               |  |
| |           |                               |               |  |
| Pierre-Louis 11 | Punti     | McGoldrick 18                 |               |  |
| Retong 4 | Assist    | Dale 4                        |               |  |
| Kusuma 7 | Rimbalzi  | Pizzey 13                     |               |  |

#### Girone B
| Pos | Squadra   | G | V | P | PF  | PS  | DP   | Pt | Qualificazione     |
| --- | --------- | - | - | - | --- | --- | ---- | -- | ------------------ |
| 1   | Australia | 3 | 3 | 0 | 307 | 140 | +167 | 6  | Semifinals         |
| 2   | Giappone  | 3 | 2 | 1 | 224 | 229 | −5   | 5  | Playoffs           |
| 3   | Filippine | 3 | 1 | 2 | 194 | 270 | −76  | 4  | Playoffs           |
| 4   | Libano    | 3 | 0 | 3 | 172 | 258 | −86  | 3  | Seventh place game |

### Fase finale
|  | Qualificazione alle semifinali | Qualificazione alle semifinali | Qualificazione alle semifinali |     |               | Quinto posto       | Quinto posto       | Quinto posto       |  |  | Terzo posto        | Terzo posto        | Terzo posto        |
|  |                                |                                |                                |     |               |                    |                    |                    |  |  |                    |                    |                    |
|  |                                |                                |                                |     |               | A1                 | Cina               | 81                 |  |  |                    |                    |                    |
|  | B2                             | Giappone                       | 77                             |     |               | A1                 | Cina               | 81                 |  |  |                    |                    |                    |
|  | B2                             | Giappone                       | 77                             | QF1 | Giappone      | 90                 |                    |                    |  |  |                    |                    |                    |
|  | A3                             | Nuova Zelanda                  | 62                             | QF1 | Giappone      | 90                 |                    |                    |  |  |                    |                    |                    |
|  |                                |                                |                                |     |               |                    |                    |                    |  |  | SF1                | Giappone           | 79                 |
|  |                                |                                |                                |     |               |                    |                    |                    |  |  | SF1                | Giappone           | 79                 |
|  |                                |                                |                                |     |               |                    |                    |                    |  |  | SF2                | Australia          | 88                 |
|  |                                |                                |                                |     |               | B1                 | Australia          | 86                 |  |  | SF2                | Australia          | 88                 |
|  | A2                             | Corea del Sud                  | 104                            |     |               | B1                 | Australia          | 86                 |  |  |                    |                    |                    |
|  | A2                             | Corea del Sud                  | 104                            | QF2 | Corea del Sud | 73                 |                    |                    |  |  |                    |                    |                    |
|  | B3                             | Filippine                      | 71                             | QF2 | Corea del Sud | 73                 |                    |                    |  |  |                    |                    |                    |
|  | B3                             | Filippine                      | 71                             |     |               |                    |                    |                    |  |  |                    |                    |                    |
|  |                                |                                |                                |     |               | Finale 5º/6º posto | Finale 5º/6º posto | Finale 5º/6º posto |  |  | Finale 3º/4º posto | Finale 3º/4º posto | Finale 3º/4º posto |
|  |                                |                                |                                |     |               |                    |                    |                    |  |  |                    |                    |                    |
|  |                                |                                |                                |     |               | QF3                |                    |                    |  |  | SF3                |                    |                    |
|  |                                |                                |                                |     |               | QF4                |                    |                    |  |  | SF4                |                    |                    |

## Divisione B

### Turno preliminare

#### Gruppo A
| Pos | Squadra       | G | V | P | PF  | PS  | DP   | Pt | Qualificazione     |
| --- | ------------- | - | - | - | --- | --- | ---- | -- | ------------------ |
| 1   | Taipei cinese | 3 | 3 | 0 | 296 | 124 | +172 | 6  | Semifinals         |
| 2   | India         | 3 | 2 | 1 | 202 | 206 | −4   | 5  | Playoffs           |
| 3   | Kazakistan    | 3 | 1 | 2 | 184 | 225 | −41  | 4  | Playoffs           |
| 4   | Tahiti        | 3 | 0 | 3 | 142 | 269 | −127 | 3  | Seventh place game |

#### Gruppo B
| Pos | Squadra    | G | V | P | PF  | PS  | DP   | Pt | Qualificazione     |
| --- | ---------- | - | - | - | --- | --- | ---- | -- | ------------------ |
| 1   | Iran       | 3 | 3 | 0 | 251 | 149 | +102 | 6  | Semifinals         |
| 2   | Mongolia   | 3 | 2 | 1 | 218 | 218 | 0    | 5  | Playoffs           |
| 3   | Thailandia | 3 | 1 | 2 | 217 | 216 | +1   | 4  | Playoffs           |
| 4   | Isole Cook | 3 | 0 | 3 | 142 | 245 | −103 | 3  | Seventh place game |

### Fase finale
|  | Qualification to semifinals | Qualification to semifinals | Qualification to semifinals |     |            | Semifinali         | Semifinali         | Semifinali         |  |  | Finale             | Finale             | Finale             |
|  |                             |                             |                             |     |            |                    |                    |                    |  |  |                    |                    |                    |
|  |                             |                             |                             |     |            | A1                 | Taipei cinese      | 92                 |  |  |                    |                    |                    |
|  | B2                          | Mongolia                    | 78                          |     |            | A1                 | Taipei cinese      | 92                 |  |  |                    |                    |                    |
|  | B2                          | Mongolia                    | 78                          | QF1 | Mongolia   | 82                 |                    |                    |  |  |                    |                    |                    |
|  | A3                          | Kazakistan                  | 70                          | QF1 | Mongolia   | 82                 |                    |                    |  |  |                    |                    |                    |
|  |                             |                             |                             |     |            |                    |                    |                    |  |  | SF1                | Taipei cinese      | 74                 |
|  |                             |                             |                             |     |            |                    |                    |                    |  |  | SF1                | Taipei cinese      | 74                 |
|  |                             |                             |                             |     |            |                    |                    |                    |  |  | SF2                | Iran               | 55                 |
|  |                             |                             |                             |     |            | B1                 | Iran               | 78                 |  |  | SF2                | Iran               | 55                 |
|  | A2                          | India                       | 76                          |     |            | B1                 | Iran               | 78                 |  |  |                    |                    |                    |
|  | A2                          | India                       | 76                          | QF2 | Thailandia | 52                 |                    |                    |  |  |                    |                    |                    |
|  | B3                          | Thailandia                  | 93                          | QF2 | Thailandia | 52                 |                    |                    |  |  |                    |                    |                    |
|  | B3                          | Thailandia                  | 93                          |     |            |                    |                    |                    |  |  |                    |                    |                    |
|  |                             |                             |                             |     |            | Finale 5º/6º posto | Finale 5º/6º posto | Finale 5º/6º posto |  |  | Finale 3º/4º posto | Finale 3º/4º posto | Finale 3º/4º posto |
|  |                             |                             |                             |     |            |                    |                    |                    |  |  |                    |                    |                    |
|  |                             |                             |                             |     |            | QF3                |                    |                    |  |  | SF3                |                    |                    |
|  |                             |                             |                             |     |            | QF4                |                    |                    |  |  | SF4                |                    |                    |

## Classifica finale
| Posizione | Squadra       | Vinte/Perse | Formazioni |
| --------- | ------------- | ----------- | --- |
| Oro       | Australia     | 5-0         | Australia1 Goodchild, 7 Woods, 8 Ellis, 12 Reid, 15 George, 19 Blicavs, 20 Borlase, 22 Aokuso, 23 Fowler, 34 Bourne, 44 Wilson, 55 Bibby, All. Paul Goriss  |
| Argento   | Giappone      | 4-2         | Giappone2 Konno, 3 Mawuli, 4 Kawai, 8 Takada, 10 Tokashiki, 26 Tanaka, 37 Yabu, 52 Miyazawa, 59 Hoshi, 75 Tōdō, 77 Kuribayashi, 99 Okoye, All. Corey Gaines |
| Bronzo    | Cina          | 4-1         | Cina1 Wang, 2 Li, 6 Yang S., 7 Yang L., 10 Zhang Ru, 11 Huang, 12 Pan, 15 Han, 16 Luo, 18 Zhang Z., 24 Zhai, 31 Jia, All. Gong Luming                       |
| 4         | Corea del Sud | 3-3         | Corea del Sud1 Sin, 2 An, 3 Kang, 5 Heo, 7 Park Ji-su, 8 Lee J., 9 Park Ji-hyeon, 10 Kang, 12 Lee H., 20 Lee M., 39 Hong, All. Park Soo-ho                  |
| 5         | Nuova Zelanda | 2-3         | Template:Nuova Zelanda femminile pallacanestro asiatico 2025                                                                                                |
| 6         | Filippine     | 1-4         | Template:Filippine femminile pallacanestro asiatico 2025 |
| 7         | Libano        | 1-3         | Template:Libano femminile pallacanestro asiatico 2025 |
| 8         | India         | 0-4         | Template:Indonesia femminile pallacanestro asiatico 2025 |
| 9         | Taipei cinese | 5-0         | Template:Taipei Cinese femminile pallacanestro asiatico 2025                                                                                                |
| 10        | Iran          | 4-1         | Template:Iran femminile pallacanestro asiatico 2025 |
| 11        | Thailandia    | 4-2         | Template:Thailandia femminile pallacanestro asiatico 2025                                                                                                   |
| 12        | Mongolia      | 3-3         | Template:Mongolia femminile pallacanestro asiatico 2025 |
| 13        | India         | 3-2         | Template:India femminile pallacanestro asiatico 2025 |
| 14        | Kazakistan    | 1-4         | Template:Kazakistan femminile pallacanestro asiatico 2025                                                                                                   |
| 15        | Isole Cook    | 1-3         | Template:Isole Cook femminile pallacanestro asiatico 2025                                                                                                   |
| 16        | Tahiti        | 0-4         | Template:Thaiti femminile pallacanestro asiatico 2025 |